# Brachycrus
Genre
Brachycrus est un genre fossile d’herbivores terrestres de la famille également éteinte des Merycoidodontidae, vivant en Amérique du Nord au Miocène moyen (Langhien), soit il y a environ entre 15,98 et 13,82 millions d'années.

## Synonyme
- † Pronomotherium Douglass, 1907

## Description
Animal ongulé ressemblant à un tapir. 

## Occurrence
Au total, environ 70 spécimens fossiles ont été découverts dans l'Ouest des États-Unis. 

## Liste d'espèces
- † B. buwaldi Merriam, 1919
- † B. laticeps Douglass, 1900
- † B. rusticus Leidy, 1870
- † B. siouense Sinclair, 1915
- † B. sweetwaterensis Schultz et Falkenbach, 1940
- † B. vaughani Schultz et Falkenbach, 1940